# Karl Emerich Hirt
Karl Emerich Hirt, auch unter den Pseudonymen Nemesius, Austriacus und K. E. H. bekannt (* 19. Dezember 1866 in Troppau, Schlesien; † 24. Januar 1963 in Innsbruck) war österreichischer Schriftsteller, Kunstkritiker und Essayist.

## Leben und Wirken
1868 übersiedelte seine Familie nach Wien. Ab 1872 besuchte er die Volksschule in Döbling, danach verschiedene Gymnasien und der Handelsschule in Wien, ohne jedoch mit Matura abzuschließen. 1890 trat Hirt in die Österreichisch-Ungarische Bank ein. Er arbeitete abwechselnd in Filialen in Wien und Innsbruck. 1913 wurde er in Innsbruck zum Vorstand der Filiale gewählt, diesen Posten hatte er bis zu seiner Pensionierung als Oberinspektor der Österreichischen Nationalbank 1923 inne.
Bis dahin war Hirt hauptsächlich Lyriker, danach verfasste er aber auch Novellen. Sein erstes Gedicht wurde in Peter Rosseggers Heimgarten veröffentlicht. Hirt war bekannt mit Ferdinand von Saar, Adolf Wilbrandt (mit ihm verband Hirt eine bleibende Freundschaft) und später Anton Wildgans, die sein dichterisches Schaffen förderten.
Außerdem stand er in einem intensiven Briefwechsel mit Albin Egger-Lienz. Er wäre selbst gern Maler geworden, musste dies aber aufgrund finanzieller Gedanken aufgeben.
Als Kunstkritiker und Essayist trat Hirt in zahlreichen Vorträgen und Artikeln in Tiroler Tageszeitungen hervor, v. a. in den Innsbrucker Nachrichten sowie den Tiroler Nachrichten.
1914 versuchte er vergeblich, Mitarbeiter am Brenner zu werden. 1919 geriet er mit Ludwig von Ficker wegen einer von Otto König veranstalteten Lesung in Konflikt, was einen satirischen Angriff von Karl Kraus in der Fackel-Nummer Innsbruck und Anderes zur Folge hatte.

## Werke
- Der Heereszug Gottes. Das Bekenntnis eines Deutschen. Innsbruck: Deutsche Buchdruckerei Gesellschaft m.b.H. 1914
- Pfingsten. Eine Bergandacht. Innsbruck: Wagner 1916
- Gott bleibt Sieger. Das Kriegstagebuch eines Deutschen. Innsbruck, Wien, München: Tyrolia 1919
- Contessa Hekuba. Preisgekrönte Novelle. Wien, Leipzig: Kultur-Verlag 1925 (Die Kultur, 11, 1925)
- Menschen aus Österreich. Novellen. Berlin, Wien, Leipzig: Zsolnay 1937
- Gloria in dolores. Zum 50. Todestag der Kaiserin Elisabeth von Österreich. Zürich, Leipzig, Wien: Amalthea 1948 (Berühmte Frauen der Weltgeschichte 4)
- Der heilige Krieg. Zum Goethe-Jahr MCMIL. VIII. Gesang aus dem Epos Der Heereszug Gottes. Innsbruck: Inn-Verlag 1949
- Goethe und die polnische Viktusza. Novelle. Innsbruck: Inn-Verlag 1949
- Vollendete Wege. Drei Novellen. Hg. Fritz Eichler. Heidelberg: Odertor-Verlag 1960